# Al Khairan First
Al Khairan First (in arabo الخيران الأولى ‎?), o Al Kheeran First, nota anche come Dubai Creek Harbour (DCH), è una comunità dell'Emirato di Dubai, negli Emirati Arabi Uniti. Amministrativamente fa parte del Settore 4 e si trova nella zona centro-settentrionale di Dubai.

## Storia
Nel 2006 la società immobiliare Sama Developments avviò un progetto di sviluppo della comunita di Al Khairan First chiamato The Lagoons. Il progetto era molto ambizioso doveva coprire un'area di 650 ettari con un costo di 18 miliardi di dollari. Prevedeva sette isole, chiamate Al Dana, Al Sedaifa, Al Jiwin, Al Naama, Al Lulu, Al Hassabi e l'isola che doveva ospitare l'Opera House, collegate tra loro da ponti e avrebbe incluso unità residenziali, centri commerciali, edifici per uffici e porti turistici. L'isola centrale era destinata a un quartiere degli affari e presentava un gruppo di quattro grattacieli a forma di tentacolo super alti chiamati Dubai Towers.
Nel 2007 sono iniziati i lavori con gli scavi alle lagune e sono state realizzate alcune infrastrutture di base, ma nel 2008 sono subentrati dei problemi quando quattro membri del team di Sama sono stati arrestati e incarcerati con l'accusa di corruzione. Questo e la crisi finanziaria globale che ha colpito Dubai nel 2008-2008 hanno portato alla sospensione del progetto nel 2009. Successivamente il piano di realizzazione delle lagune è stato abbandonato e con esso la realizzazione delle Dubai Towers mentre l'Opera House è stata ridisegnata e trasferita in Downtown Dubai.
Nel 2013 la Emaar Properties è subentrata alla Sama e ha presentato un progetto completamente rivisto, chiamato Dubai Creek Harbour, incentrato su due grattacieli, chiamati Dubai Twin Towers, e un complesso residenziale di sei torri chiamato Dubai Creek Residences. Nel febbraio 2016 Emaar ha indetto una gara per la realizzazione di una singola torre per sostituire il progetto originale dei due grattacieli al centro dello sviluppo di Dubai Creek Harbour. Nell'aprile 2017 l'architetto spagnolo Santiago Calatrava ha vinto il concorso con un progetto per una "guglia" che sarebbe stata più alta del Burj Khalifa. Doveva essere conosciuta come "The Tower", e inizialmente la sua altezza è stata tenuta segreta. Successivamente la torre è stata ribattezzata Dubai Creek Tower.
I tempi di sviluppo dell'intero progetto non sono mai stati pubblicati, tuttavia considerando che questo quartiere è grande circa quattro volte quello di Downtown Dubai, si può ipotizzare una durata complessiva di circa 20 anni.

## Territorio
Il territorio della comunità occupa una superficie di 7,3 km² che si sviluppa lungo la riva sud-orientale del Dubai Creek.
Al Khairan First è delimitato a ovest dal Dubai Creek, a nord dalla comunità di Al Kheeran, a est dalla Nadd Al Hamar Road (D 62) e a sud dalla Ras Al Khor Road (E44).
Secondo il piano presentato da Emaar la comunità è stata suddivisa in nove areev disegnate intorno alla Dubai Creek Tower:
- The Island District, detto anche Creek Island;
- The Canal District, detto anche Creek Beach;
- The Business District, detto anche North Gateway;
- North Park
- Central Park
- Park South
- The Retail District, detto anche Dubai Square;
- The Sanctuary District;
- The Urban Core.

Lo sviluppo del quartiere sarà necessariamente realizzato in più fasi, pertanto i suddetti distretti sono stati pensati come comunità distinte, autonome ma comunque collegate fra loro, ciascuna delle quali può essere costruito come una singola fase dello sviluppo. I primi sviluppi avviati sono The Island District, Creek Beach e Dubai Square.
Tra tutti i distretti del Dubai Creek Harbour, The Island District è quello nella fase più avanzata di completamento. Fra i punti di riferimento più significativi dell'area ci sono:

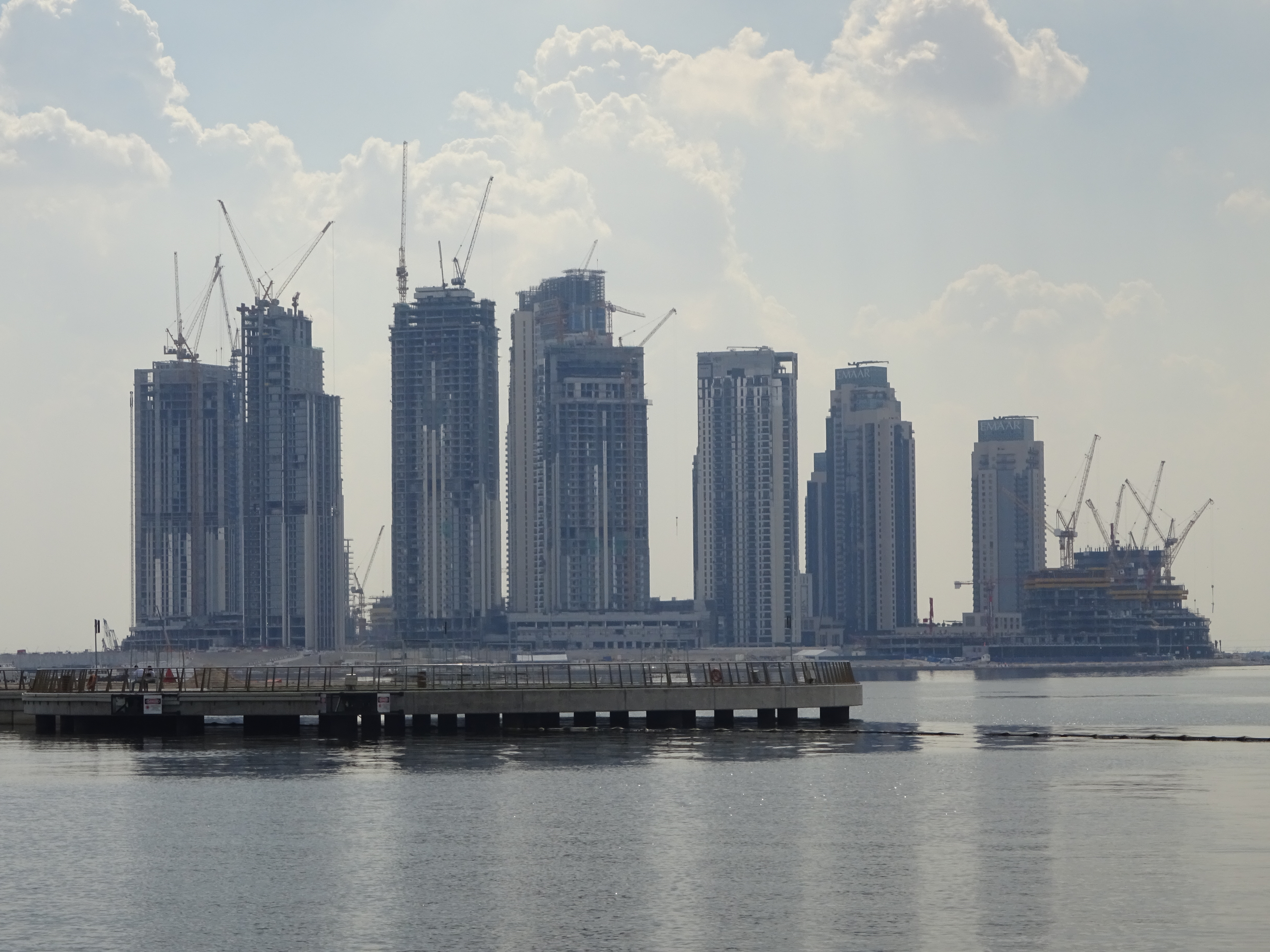
Dubai Creek Harbour Residences in costruzione (2019).

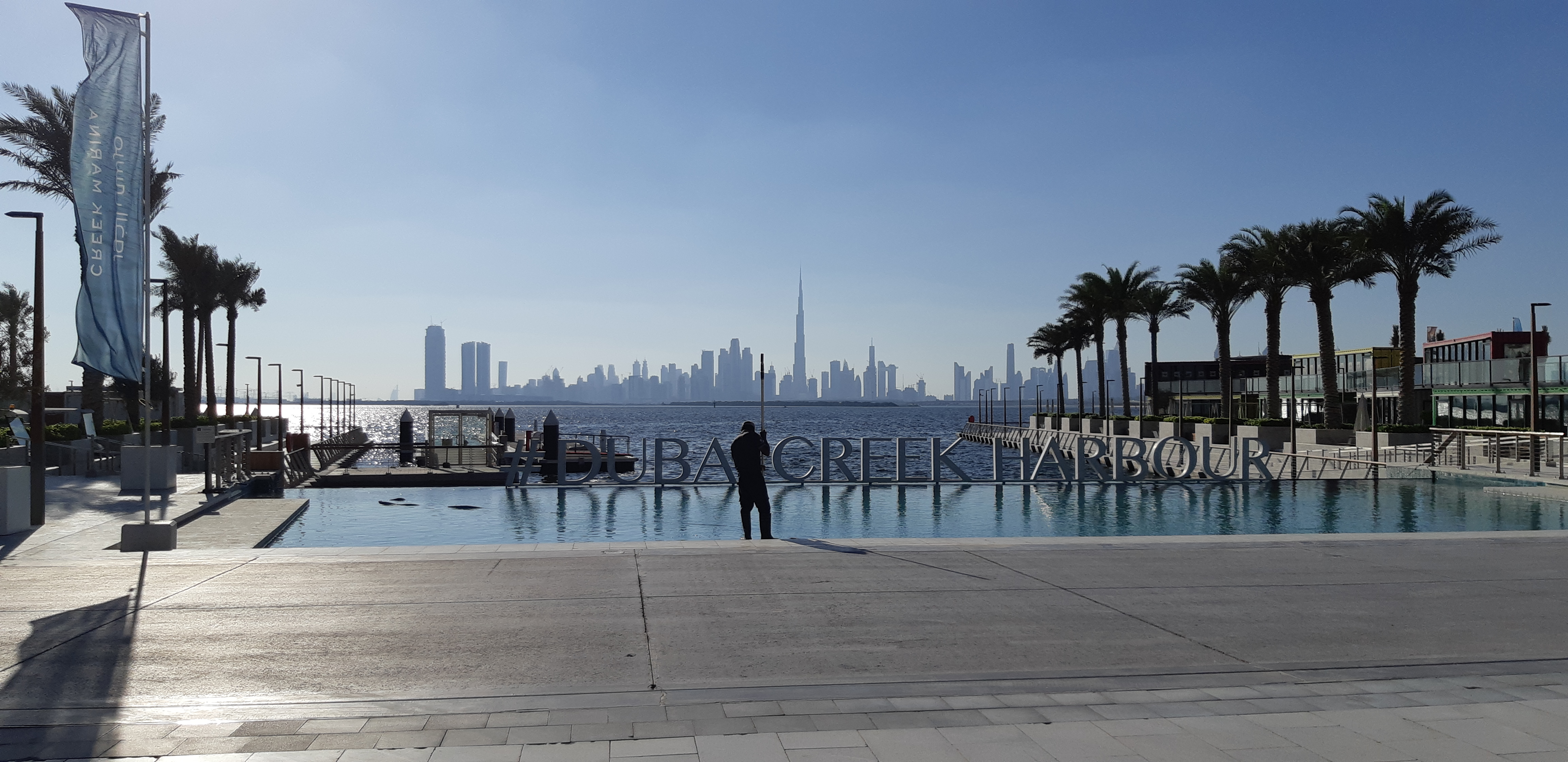
Porto turistico di Creek Marina di fronte al Vida Creek Harbour Hotel (2019).

- Dubai Creek Harbour Residences. È un complesso di 6 torri residenziali che si affaccia sul porto di Creek Marina. È formato da due blocchi di tre torri ciascuno: Dubai Creek Residences North, e Dubai Creek Residences South, posti ai lati del Vida Creek Harbour Hotel. Le torri di ciascun blocco sono alte 126, 109 e 92 metri ed hanno rispettivamente 37, 32 e 27 piani. Il complesso dispone di 700 appartamenti da 1, 2 e 3 camere da letto con una superficie che va da 75 a 200 metri quadrati. Il complesso è dotato di un parcheggio coperto e di una serie di servizi quali: palestra, piscina, sauna, area giochi per bambini e area barbecue. Il complesso è stato realizzato da Emaar Properties fra il 2016 e il 2019.[8]
- Creek Horizon. È un complesso residenziale, situato fra il Creek Harbour Residences e il Central Park di Creek Island, che comprende due edifici: Creek Horizon Tower 1 e Creek Horizon Tower 2. La torre 1 è alta 133 metri con 39 piani e la torre 2 è alta 123 metri e 36 piani. Dispone di 500 appartamenti. I servizi includono un'area giochi per bambini, una sala giochi, una palestra, un salone, una sala polivalente e una piscina. Le torri poggiano su un podio alto tre piani che ospita negozi, caffè e ristoranti. Sono state costruite da Emaar Properties fra il 2016 e il 2020.[9]
- Harbour Views. È un complesso residenziale formato da due torri di 207 metri di altezza e 51 piani: Harbour Views Tower 1 e Harbour Views Tower 2. Il complesso contiene un totale di 750 appartamenti con una, due o tre camere da letto. I servizi includono un'area giochi per bambini, una sala polifunzionale, una palestra e una piscina. Sono state costruite da Emaar Properties fra il 2016 e il 2020.[10]
- Address Grand. È un complesso residenziale costituito da due edifici: Address Grand Creek Harbor Tower 1 e Address Grand Creek Harbor Tower 2. La Torre 1 è alta 225 metri e 66 piani mentre la Torre 2 è alta 206 metri e 55 piani. Le torri sono collegate da un ponte di osservazione progettato dall'architetto Santiago Calatrava. Si trova sulla riva nord-ovest di Creek Island. La Torre 1 è adibita ad uso residenziale, mentre la Torre 2 ospita l'hotel a 5 stelle Address Grand Creek Harbour. L'hotel dispone di 223 camere dotate di servizi di lusso. Gli ospiti dell'albergo possono contare su una serie notevole di servizi fra cui: piscine all'aperto e al coperto, piscina a sfioro, bar a bordo piscina, camere insonorizzate, sauna, area fitness, spa, bagno turco, centro benessere, giardino, miniclub, piscina dedicata ai bambini, campo da golf in loco, parcheggio custodito, servizio navetta, trasferimenti aeroportuali, servizio di babysitter, Wi-Fi gratuito, servizio di noleggio auto. I servizi di ristorazione includono il ristorante la Cigar Lounge e la caffetteria The Patisserie. Il complesso è stato costruito fra il 2018 e il 2022.[11]

- Vida Creek Harbour Hotel. È un hotel a 4 stelle in stile vintage che si trova proprio di fronte al porto turistico di Creek Marina. Vida Creek Harbour ha 13 piani e dispone di 286 camere e suite, tre ristoranti, una piscina a sfioro, una palestra, un ponte di osservazione, spazio per il co-working. Dispone di un servizio di autobus gratuito e di noleggio di biciclette. L'hotel era originariamente chiamato Vida Harbour Point. È stato costruito entro settembre 2019.[12]

L'area non è attualmente servita dalla Metropolitana di Dubai. La fermata più vicina è quella di Creek della linea verde che tuttavia si trova sull'altra sponda del Dubai Creek. C'è un servizio di trasporto marino (CR9) della Roads and Transport Authority che collega la stazione marina di Dubai Creek Harbour con la stazione marina di Dubai Festival City.
Essendo il quartiere ancora in una fase di sviluppo non esistono attualmente (2022) linee di superficie che attraversino il quartiere. Le uniche linee esistenti sono quelle che transitano sulla Nadd Al Hamar Road, sul lato orientale del quartiere, ma sono comunque molto distanti dalle altre zone della comunità.